# Sergej Avdejev
Sergej Vasiljevitsj Avdejev (Russisch: Сергей Васильевич Авдеев) (Tsjapajevsk, 1 januari 1956) is een voormalig Russisch ruimtevaarder. Avdejev zijn eerste ruimtevlucht was Sojoez TM-15 met een Sojoez-ruimtevaartuig en vond plaats op 27 juli 1992. De missie maakte deel uit van het Sojoez-programma.
In totaal heeft Avdejev drie ruimtevluchten op zijn naam staan, waaronder meerdere missies naar het Russische ruimtestation Mir. Tijdens zijn missies maakte hij 10 ruimtewandelingen. In 2003 ging hij als astronaut met pensioen. 